# Chazuke
Il chazuke (茶漬け, ちゃづけ) o ochazuke (お茶漬け), è un piatto tipico della cucina giapponese. Nato dall'idea di utilizzare in maniera veloce il riso avanzato viene chiamato anche cha-cha gohan. Noto nella città di Kyoto come bubuzuke.

## Preparazione
Lo si prepara versando del tè verde e dashi (in alternativa della semplice acqua calda) su del riso caldo. Vengono utilizzati diversi condimenti come tsukemono, umeboshi, nori, furikake, tarako e mentaiko, shiokara  e wasabi.

## Storia
Questa pietanza viene preparata sin dai tempi del periodo Heian.